# Amédée Louis Michel Lepeletier
Amédée Louis Michel le Peletier, greve av Saint-Fargeau, även stavat Lepeletier eller Lepelletier född 9 oktober 1770 i Paris, död 23 augusti 1845 i Saint-Germain-en-Laye, var en fransk entomolog specialiserad på steklar. 1836 kom hans verk Histoire naturelle des insectes. Hyménoptères.
Auktorsnamnet Lepeletier kan användas för Amédée Louis Michel Lepeletier i samband med ett vetenskapligt namn inom zoologin; se Wikipedia-artiklar som länkar till auktorsnamnet.